# Усурийски залив
Усурѝйският залив (на руски: Уссурѝйский залив) е вътрешен залив на големия залив Петър Велики на Японско море, в Приморски край на Русия. На запад и северозапад се загражда от остров Руски и полуостров Муравьов-Амурски, а на изток от континента. Дължина около 67 km, ширина на входа 55 km, в средната част около 30 km, дълбочина до 51 – 69 m. Бреговете му са планински, на изток силно разчленени. В него се вливат реките Артьомовка, Шкотовка, Суходол и др. През зимата в северната част частично замръзва, но ледената покривка е тънка. Приливите са неправилни, полуденонощни с амплитуда около 0,5 m. На западното му крайбрежие е разположен град Владивосток, а на източното – град Болшой Камен, селата Емар, Шкотово, Подяполское и др. На западното му крайбрежие се намира голяма вилна зона с множество пансиони, санаториуми и детски лагери. В заливчето Шамора се намира най-големият и популярен плаж на Владивосток..
Първото достоверно топографско картиране на бреговете на залива и островите в него е извършено празе 1861 г. от руския флотски офицер Василий Бабкин.

## Топографски карти
- К-52-ХІІ М 1:200000
- К-53-VІІ М 1:200000